# El Ogla (El Oued)
El Ogla es un municipio (baladiyah) de la provincia o valiato de El Oued en Argelia. En abril de 2008 tenía una población censada de 6102 habitantes.
Se encuentra ubicado al este del país, entre la cordillera del Atlas y el desierto del Sahara, y cerca de la frontera con Túnez.